# 观海卫站
观海卫站是浙江省慈溪市建设中的一座高架市域铁路车站，属于宁波轨道交通10号线。车站计划于2026年底启用。

## 车站形制
观海卫站位于慈溪市观海卫镇鹤嗥路、规划路口南侧。车站为高架二层侧式车站，长132米，宽22米，总建筑面积为5940平方米。

## 出口
观海卫站规划设置2个出口。